# ماروتس
ماروتس (به مجاری:  Maróc) یک منطقهٔ مسکونی در مجارستان است که در زالا واقع شده‌است.